# Cataloniens parlament
Cataloniens parlament (catalansk: Parlament de Catalunya) er en af de vigtigste institutioner i Catalonien. Det repræsenterer det catalanske folk og består af 135 valgte repræsentanter. Parlamentsbygningen ligger i Parc de la Ciutadella i Barcelona.
Parlamentet var lukket mellem 1934 og 1936, og blev forbudt af Francisco Franco i 1938. De første repræsentanter til det genåbnede parlament blev valgt i 1980.
Det seneste parlamentsvalg blev afholdt d. 27. september 2015. Det næstekommende parlamentsvalg afholdes ekstraordinært d. 21. december 2017.